# Друга Кішка
59°07′43″ пн. ш. 163°04′19″ сх. д. / 59.128611111111° пн. ш. 163.07194444444° сх. д.
Друга Кішка (рос. Вторая Кошка) —  коса на  Камчатці, на північно-східному березі бухти Карага.
Нанесена на карту в 1885 році  Ф. К. Геком як мис Старшина, оскільки тут окремо на узбережжі знаходилася літня юрта старшини селища  Карага, розташованого в основі коси. Після 1910 року дістала сучасну назву, при цьому колишнє найменування збереглося для мису, що є краєм коси.